# Linden am Friedhofeingang in Wellingerode
Die beiden Linden am Friedhofeingang in Wellingerode im nordhessischen Werra-Meißner-Kreis wurden bereits im Jahr 1936 zu Naturdenkmalen erklärt. Ihr Alter ist unbekannt. Es wird vermutet, dass sie möglicherweise bereits bei der Neuanlage des Friedhofs gepflanzt worden sind. Der frühere Totenhof von Wellingerode befand sich einst in der Ortsmitte, in dem Bereich auf dem heute die evangelische Kirche steht. Auf gleicher Stelle war auch ihr Vorgängerbau errichtet worden, eine hölzerne Kirche, die eine Kapelle ersetzte, um die herum der Friedhof des Dorfes angelegt war. Mit dem Neubau der Holzkirche, in der zweiten Hälfte des 17. Jahrhunderts, verlegte man den Friedhof an den Ortsrand.

## Standort
Der Friedhof befindet sich am südlichen Ortsende, an der Hauptstraße, der heutigen Walrodstraße, die vom Höllental nach Abterode führt. Als Kreisstraße 38 verbindet sie die Landesstraßen L 3241 und L 3242. Wellingerode liegt an den Ostausläufern des Meißners, innerhalb des Geo-Naturparks Frau-Holle-Land und wird in der naturräumlichen Gliederung Deutschlands, die auf der Geographischen Landesaufnahme des Instituts für Landeskunde Bad Godesberg basiert, dem Grenzbereich zwischen den Teileinheiten Meißner (358.03) und Weidenhäuser Hügelland (358.23) im Unteren Werrabergland (358) zugeordnet. Sie gehören zu der Haupteinheitengruppe des Osthessischen Berglands. Die wirtschaftliche Entwicklung von Wellingerode, das 1355 erstmals urkundlich erwähnt wurde, prägte seit dem 18. Jahrhundert vor allem der Fuhrhandel mit Salz und Wein. Weil viele Böden in dieser Gegend keine gewinnbringende Landwirtschaft erlaubten, mussten die Einwohner als Salzträger, Fuhrleute, Maurer, Bergleute und Leineweber ihren Lebensunterhalt verdienen. Im Rahmen der hessischen Gebietsreform wurde Wellingerode am 31. Dezember 1971 mit anderen Dörfern zur neu gebildeten Gemeinde Meißner zusammengeschlossen, deren Ortsteil Wellingerode seitdem ist.

## Schutz
Anlässlich der Neuregelung des Naturschutzes durch das Naturschutzgesetz vom 26. Juni 1935 sind die Bäume, mit Zustimmung der höheren Naturschutzbehörde, unter der laufenden Nummer 95 in das Naturdenkmalbuch des Kreises Eschwege eingetragen worden und erhielten mit der Verordnung zur Sicherung von Naturdenkmalen in den Stadt- und Landkreisen des Regierungsbezirks Kassel am 1. November 1936 den Schutz des Reichsnaturschutzgesetzes, bis das Bundesnaturschutzgesetz in den 1970er Jahren in Kraft getreten ist. Die beiden Linden haben in der Liste der Naturdenkmale des Werra-Meißner-Kreises die Nummer ND 636.595 und werden als „rechtsverbindlich festgesetzte Einzelschöpfung der Natur“ durch das Bundesnaturschutzgesetz besonders geschützt.

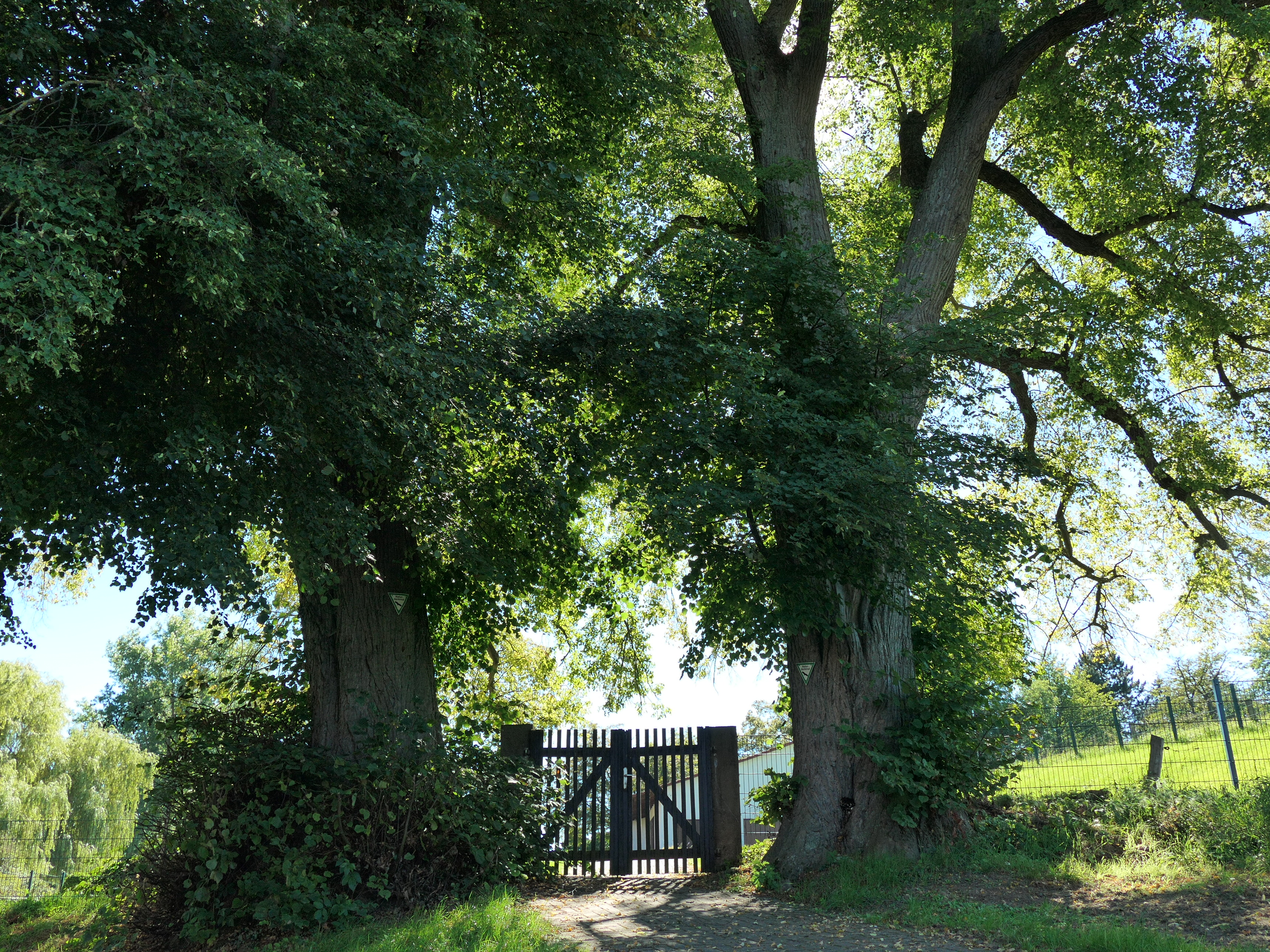
Die Bäume flankieren den nördlichen Eingang zum Friedhof
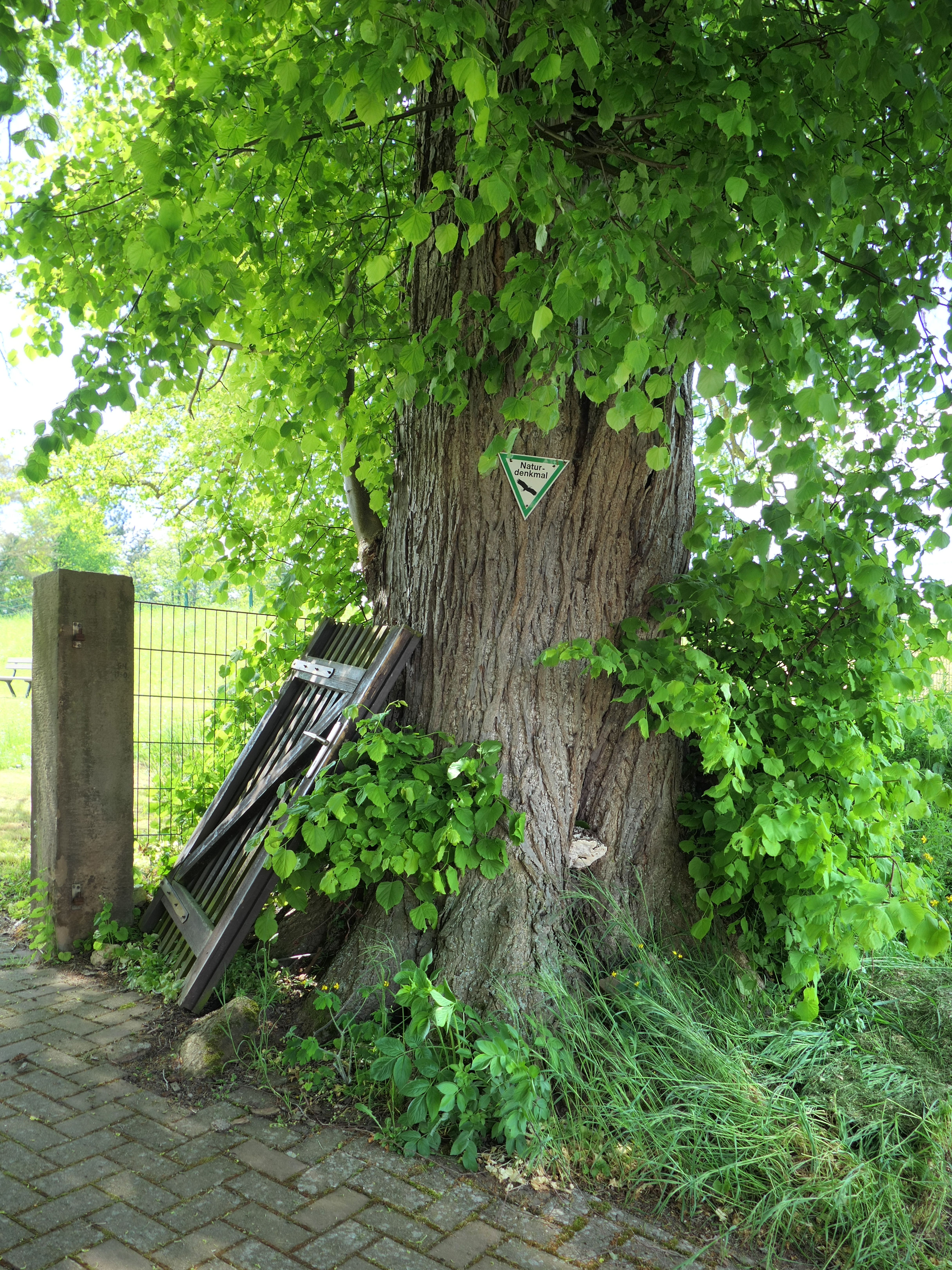
Stammfuß der rechts neben dem Eingang stehenden Linde